# U.M.A 2010
『U.M.A 2010』（原題：La fureur des gargouilles、 英語：Rise of the Gargoyles) は、2009年に公開されたビル・コーコランによるホラー・アクション・SF・ファンタジー映画作品。Syfy制作のテレビ映画で『マンイーターシリーズ』18本目の作品である。
日本では、2010年1月8日にオリジナルビデオとしてリリースされた。

## あらすじ
ジャックはフランスに行きます。ここでは、彼女の友人は、歴史的な地下教会を訪問した。謎の生命体は、それらを攻撃する。その同じ夜、キャロルは殺された。ジャックは彼女の死の謎を解決したいと考えています。再びダウン神殿の地下へ。ここで彼は血に飢えたガーゴイルを満たしています...

## キャスト
| 役名         | オリジナル英語版 俳優      | 日本語吹替版               |
| ------------ | -------------------------- | -------------------------- |
| ジャック     | エリック・バルフォー       | 宮本充                     |
| コル         | キャロライン・ネロン       | 高乃麗                     |
| ウォルシュ   | ジャスティン・サリンジャー | 田坂浩樹                   |
| ゲイブル神父 | ニック・マンキューゾ       | 小島敏彦                   |
| キャロル     | タニヤ・クラーク           | 岡寛恵                     |
| ジベール警部 | イファン・ハウ・ダフィッド | 小山武宏                   |
| 追加の声     | -                          | 山本善寿 久保智史 鈴木美穂 |

## スタッフ

### 元のスタッフ
- 監督：ビル・コーコラン
- 脚本：アンディ・ブリッグス
- 音楽：ネッド・ボーハラッサ
- 特撮：オブリークＦＸ
- 製作総指揮：ロバート・ハルミ・Ｓｒ、マイケル・プラパス

### 日本語吹替スタッフ
- 日本語版制作：ネクシード株式会社／東北新社
- プロデューサー：小林祐子（ネクシード株式会社）
- 演出：佐藤宏樹
- 翻訳：増井裕佳子
- 録音・調整：等々力スタジオ